# Peromyscus nasutus
Peromyscus nasutus é uma espécie de roedor da família Cricetidae.
Pode ser encontrada nos seguintes países: México e nos Estados Unidos da América.